# Belinda Stowell
Belinda Josephine Marion Stowell, AOM (* 28. Mai 1971 in Salisbury, Rhodesien) ist eine ehemalige australische Seglerin.

## Erfolge
Belinda Stowell nahm an drei Olympischen Spielen in der 470er Jolle teil. Bei den Olympischen Spielen 2000 in Sydney ging sie mit Jenny Armstrong an den Start, mit der sie vier von elf Rennen der Regatta gewann. Mit 33 Punkten belegten sie vor dem US-amerikanischen und dem ukrainischen Boot den ersten Rang und wurden damit Olympiasieger. Vier Jahre darauf kamen sie in Athen nicht über den 14. Platz hinaus. 2012 in London segelte Stowell mit Elise Rechichi, sie erreichten den siebten Rang. Bei Weltmeisterschaften gewann Stowell gemeinsam mit Armstrong 2000 und 2001 jeweils die Silbermedaille.
Für ihren Olympiaerfolg erhielt Stowell 2001 die Australia Order Medal.